# Police Story 4: First Strike
Police Story 4: First Strike, ook bekend onder de titels First Strike en Jackie Chan's First Strike, is een Hongkongse actiefilm uit 1996 onder regie van Stanley Tong, met in de hoofdrol Jackie Chan. De film is het vierde deel uit de Police Story-filmserie. 

## Verhaal
Chan Ka-kui, die werkt voor de CIA, krijgt de opdracht om aanwijzingen te volgen in een zaak van nucleaire smokkel. Hij volgt een vrouw genaamd Natasha naar Oekraïne. Wanneer hij zich realiseert dat ze essentiële informatie heeft achtergehouden, roept Ka-kui om versterking en wordt later gearresteerd. Natasha's onbekende partner, Jackson Tsui, is een Chinees-Amerikaanse nucleaire wetenschapper met CIA-banden, die ervan verdacht wordt een kernkop te hebben gestolen.

## Rolbezetting
| Acteur           | Personage                               |
| ---------------- | --------------------------------------- |
| Jackie Chan      | Inspecteur "Kevin" Chan Ka-kui / Jackie |
| Jackson Lou      | Jackson Tsui                            |
| Annie Wu         | Annie Tsui                              |
| Bill Tung        | "Oom" Bill Wong                         |
| Yuriy Petrov     | Kol. Gregor Yegorov                     |
| Nonna Grishayeva | Natasha Rekshynskaya                    |
| Terry Woo        | Oom Seven                               |